# Babarpur Ajitmal
Babarpur Ajitmal là một thị xã và là một nagar panchayat của quận Auraiya thuộc bang Uttar Pradesh, Ấn Độ.

## Nhân khẩu
Theo điều tra dân số năm 2001 của Ấn Độ, Babarpur Ajitmal có dân số 24.550 người. Phái nam chiếm 53% tổng số dân và phái nữ chiếm 47%. Babarpur Ajitmal có tỷ lệ 66% biết đọc biết viết, cao hơn tỷ lệ trung bình toàn quốc là 59,5%: tỷ lệ cho phái nam là 72%, và tỷ lệ cho phái nữ là 59%. Tại Babarpur Ajitmal, 16% dân số nhỏ hơn 6 tuổi.